# Spilomela
Spilomela is een geslacht van vlinders van de familie van de grasmotten (Crambidae), uit de onderfamilie van de Spilomelinae. De wetenschappelijke naam voor dit geslacht is voor het eerst gepubliceerd in 1854 door Achille Guenée.

## Soorten
- Spilomela discordens Dyar, 1914
- Spilomela divaricata (Hampson, 1899)
- Spilomela minoralis Hampson, 1912
- Spilomela pantheralis (Geyer, 1832)
- Spilomela personalis Herrich-Schäffer, 1871
- Spilomela perspicata (Fabricius, 1787)
- Spilomela pervialis Herrich-Schäffer, 1871
- Spilomela receptalis (Walker, 1859)